# Howard Valentine
Howard Van Nostrand Valentine (Nueva York, 14 de diciembre de 1881 - Nueva York, 25 de junio de 1932) fue un atleta estadounidense que se especializa en la media distancia.
Participó en los Juegos Olímpicos de Saint Louis 1904, ganó la medalla de plata en la carrera de 800 metros y la medalla de oro en equipo interdisciplinario con Arthur Newton, George Underwood, Paul Pilgrim y David Munson.
También participó en los Juegos Olímpicos de 1906 en los 400 metros pisos intermedios en el tablero de 800 metros, pero en ambos casos no se clasificó para la final.